# Amphiura iridoides
Amphiura iridoides är en ormstjärneart som beskrevs av Matsumoto 1917. Amphiura iridoides ingår i släktet Amphiura och familjen trådormstjärnor. Inga underarter finns listade i Catalogue of Life.